# Daniel du Toit

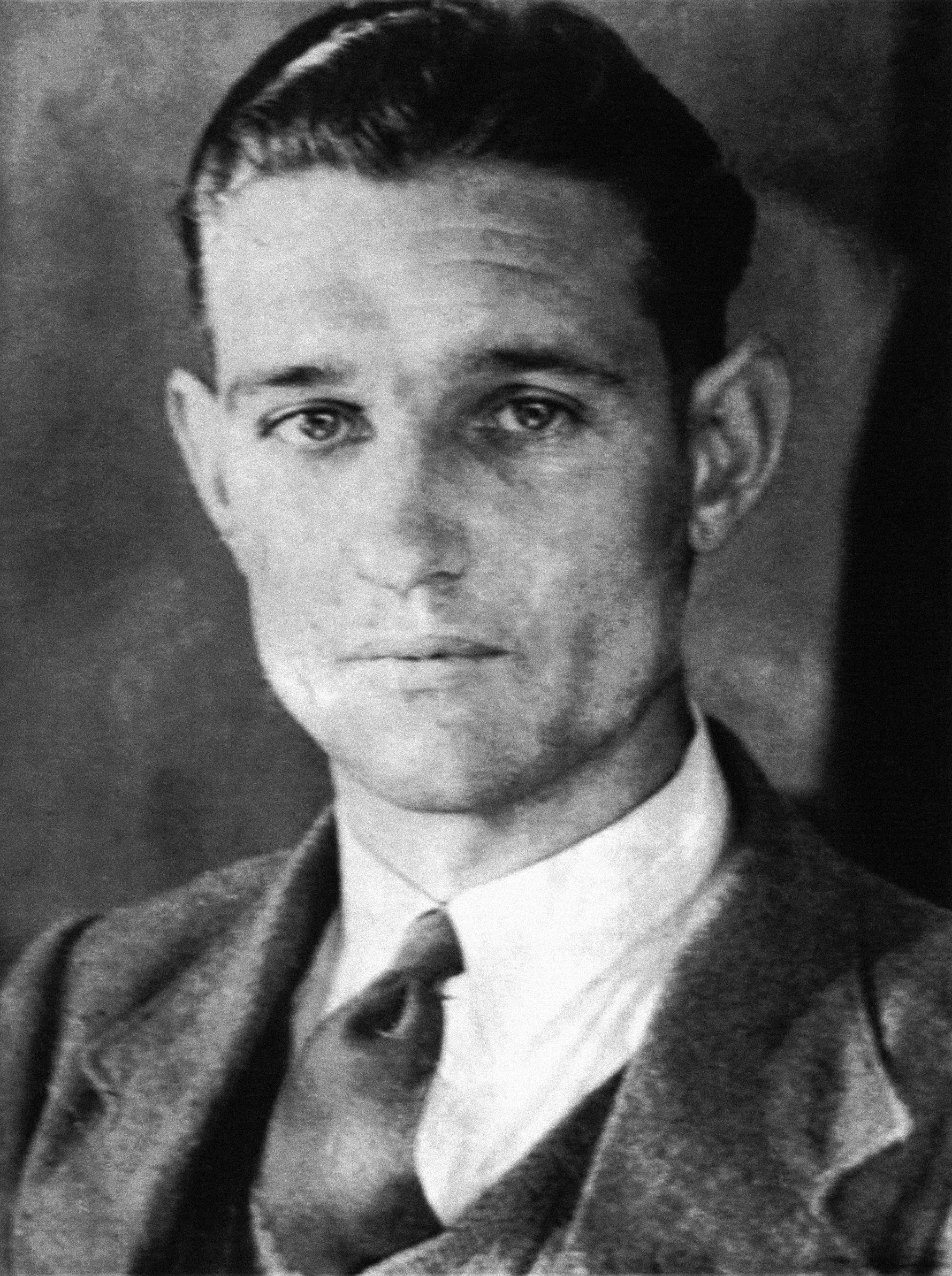
Daniel du Toit

Daniel du Toit – astronom południowoafrykański. Pracował w Obserwatorium Boydena w Afryce Południowej.
W latach 1941–1945 odkrył pięć komet, w tym trzy okresowe: 57P/du Toit-Neujmin-Delporte, 66P/du Toit i 79P/du Toit-Hartley.